# Clepsis ketmenana
Clepsis ketmenana es una especie de polilla del género Clepsis, categorizada en la tribu Archipini, de la subfamilia Tortricinae.

## Distribución
Se distribuye por Kazajistán.

## Taxonomía
Fue descrita por Kuznetzov & Falkovitsh en 1962 y publicada en (Tortrix), Trud. Inst. Zool. Alma Ata 18: 80.